# Bazylika archikatedralna w Gdańsku-Oliwie

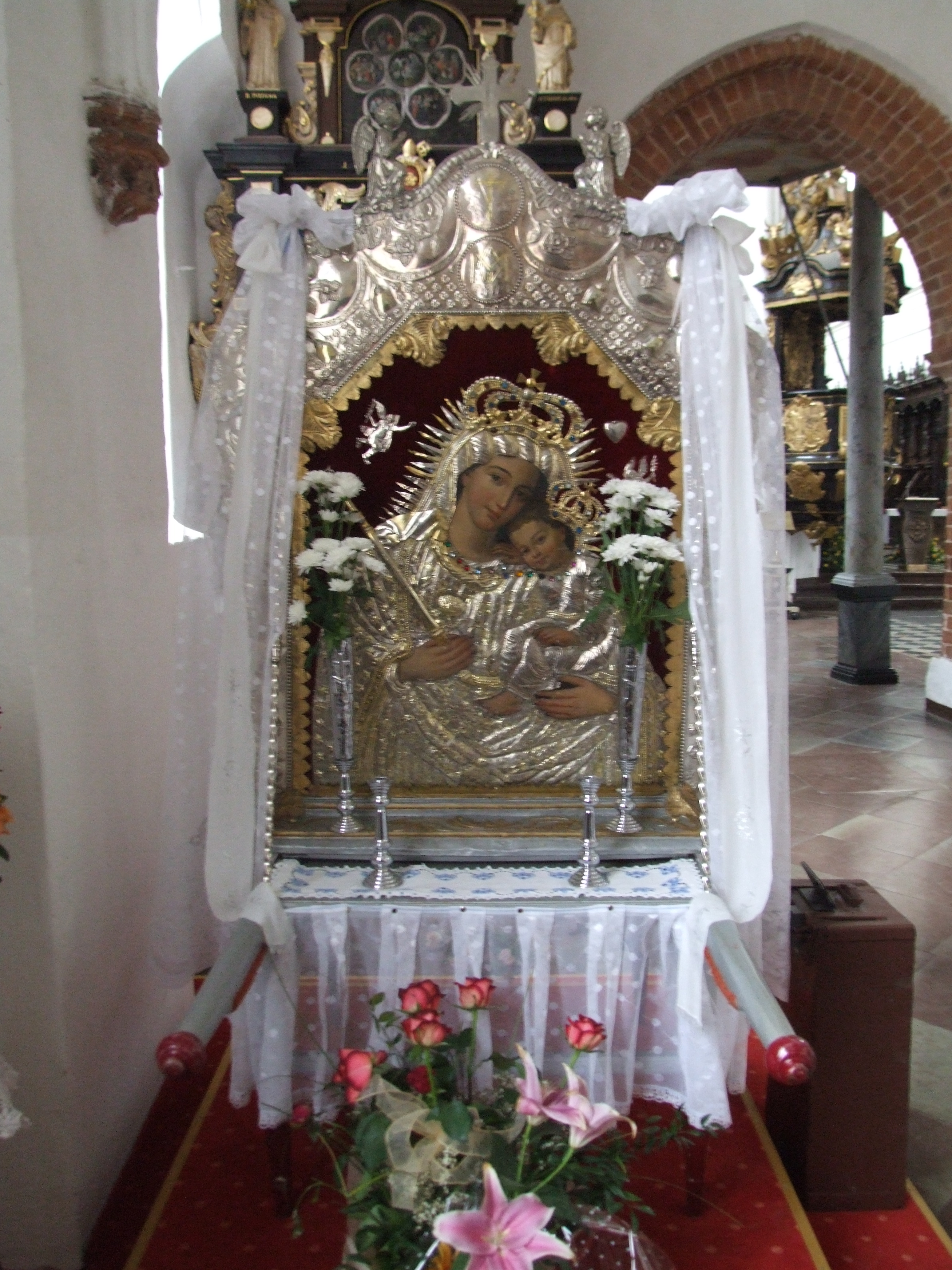
Feretron Matki Bożej Oliwskiej w archikatedrze

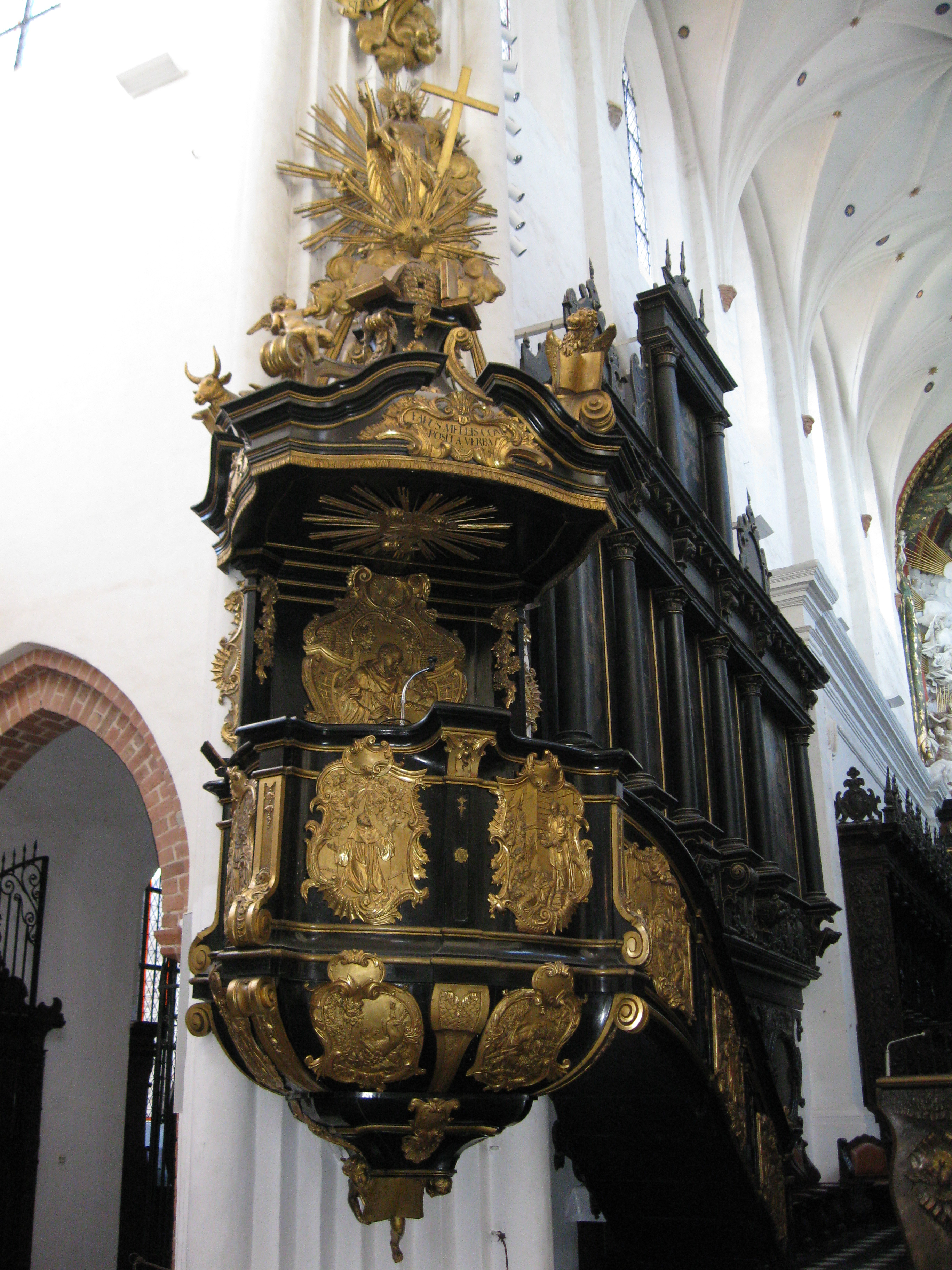
Ambona w archikatedrze

Archikatedra Oliwska – rzymskokatolicki kościół archikatedralny. Mieści się przy ulicy Bpa Edmunda Nowickiego w gdańskiej dzielnicy Oliwa, w województwie pomorskim. Należy do dekanatu Gdańsk Oliwa w archidiecezji gdańskiej.
23 listopada 2017 obiekt został wpisany na listę – Pomnik historii.

## Historia

### Kalendarium
- 2 lipca 1186 roku książę pomorski Sambor I (syn Subisława I) erygował filię cysterskiego klasztoru z Kołbacza nazywany Beatae Mariae de Oliva lub ad montem Olivarum, a od XII wieku Monasterium sanctae dei genitricis et virginis Mariae de Oliva.
- Rok 1224 – w czasie napadu pogańskich Prusów pierwsze romańskie oratorium spłonęło. Odbudowany i powiększony kościół w 1234 roku (lub w 1236) ponownie został zniszczony przez Prusów.
- Rok 1350 – zapalenie się sadzy w kominie spowodowało pożar i doszczętne spalenie się kościoła i klasztoru. Obecny kształt kościół i klasztor uzyskały w drugiej połowie XIV wieku.
- W roku 1577 – w czasie wojny Rzeczypospolitej z Gdańskiem – gdańskie wojsko najemne napadło na opactwo i spaliło je doszczętnie. Kościół odbudowano w latach 1578–1583.
- 14 sierpnia 1594 roku biskup włocławski Hieronim Rozdrażewski ponownie konsekrował kościół.
- 1 października 1831 władze pruskie zlikwidowały klasztor Cystersów w Oliwie. Kościół i część zabudowań poklasztornych przydzieliły parafii katolickiej.
- Bullą z 30 grudnia 1925 roku papież Pius XI erygował diecezję gdańską; na jej mocy kościół oliwski uzyskał rangę katedry, a Oliwa stała się stolicą diecezji i siedzibą biskupów.
- 8 lipca 1976 roku papież Paweł VI podniósł katedrę do godności bazyliki mniejszej.
- Bullą z 25 marca 1992 roku papież Jan Paweł II utworzył archidiecezję gdańską z siedzibą w Oliwie, a bazylika stała się archikatedrą.

## Architektura

### Archikatedra

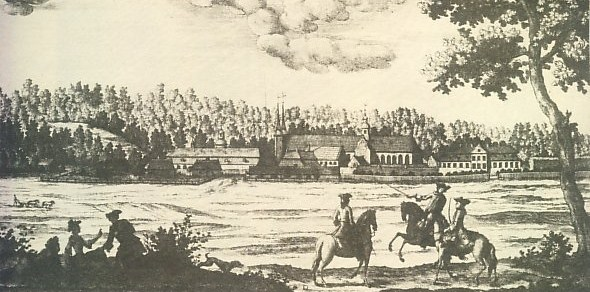
Katedra w Oliwie (ok. 1765)

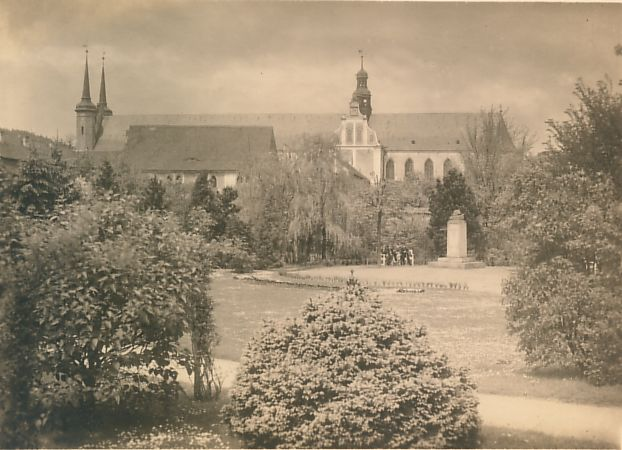
Katedra oliwska (pierwsza połowa XX w.)

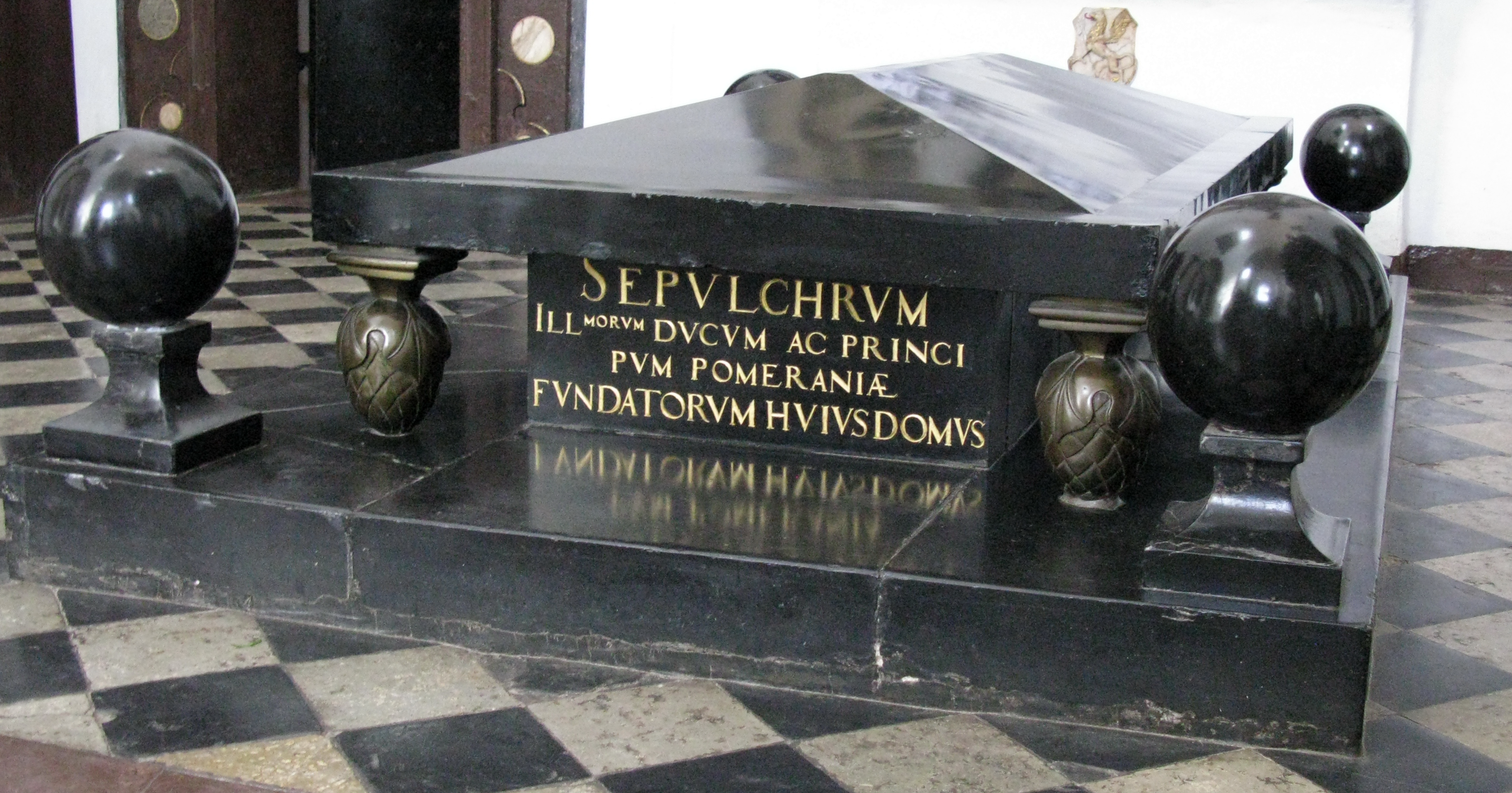
Nagrobek książąt pomorskich w archikatedrze oliwskiej

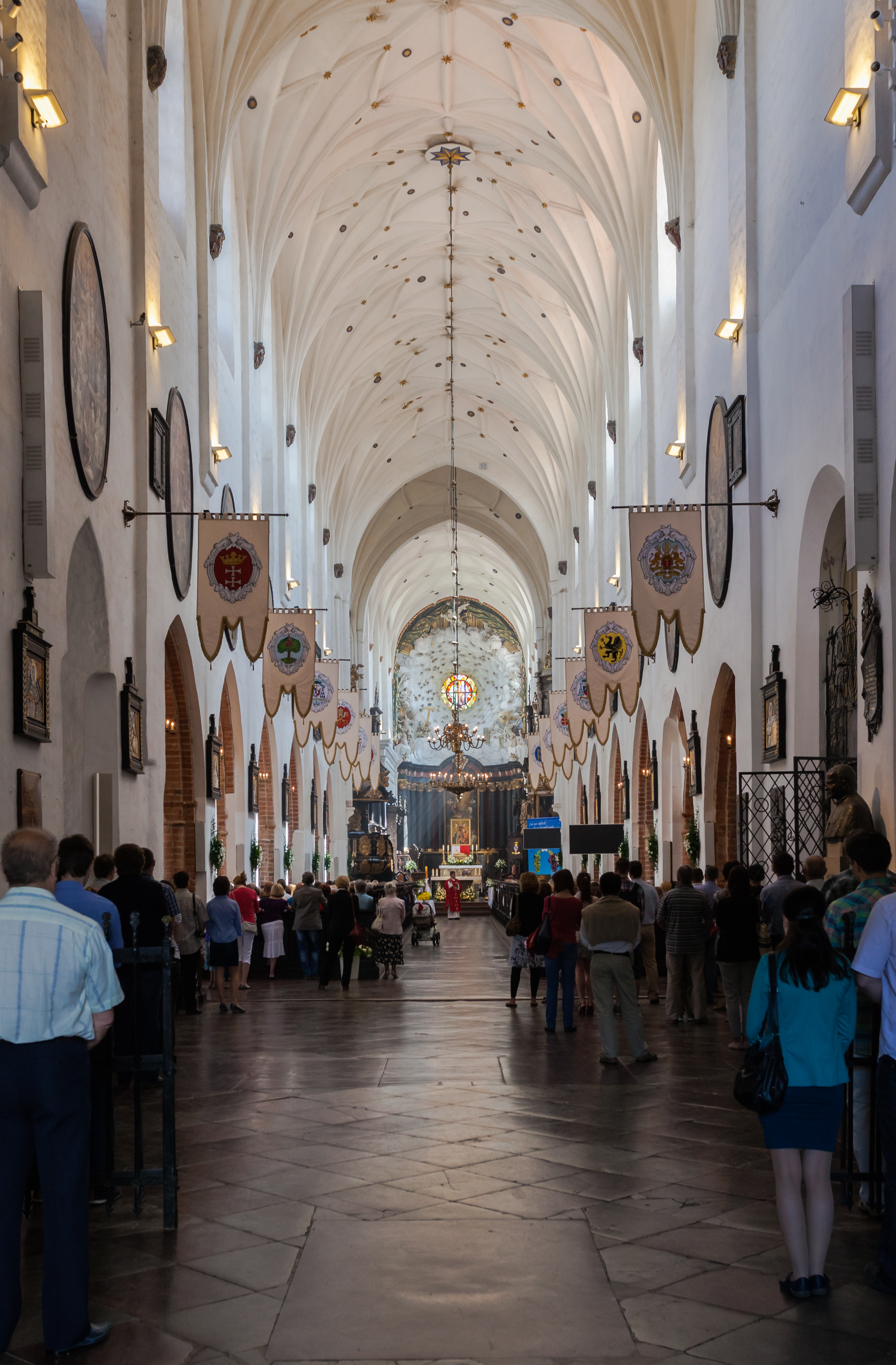
Nawa główna

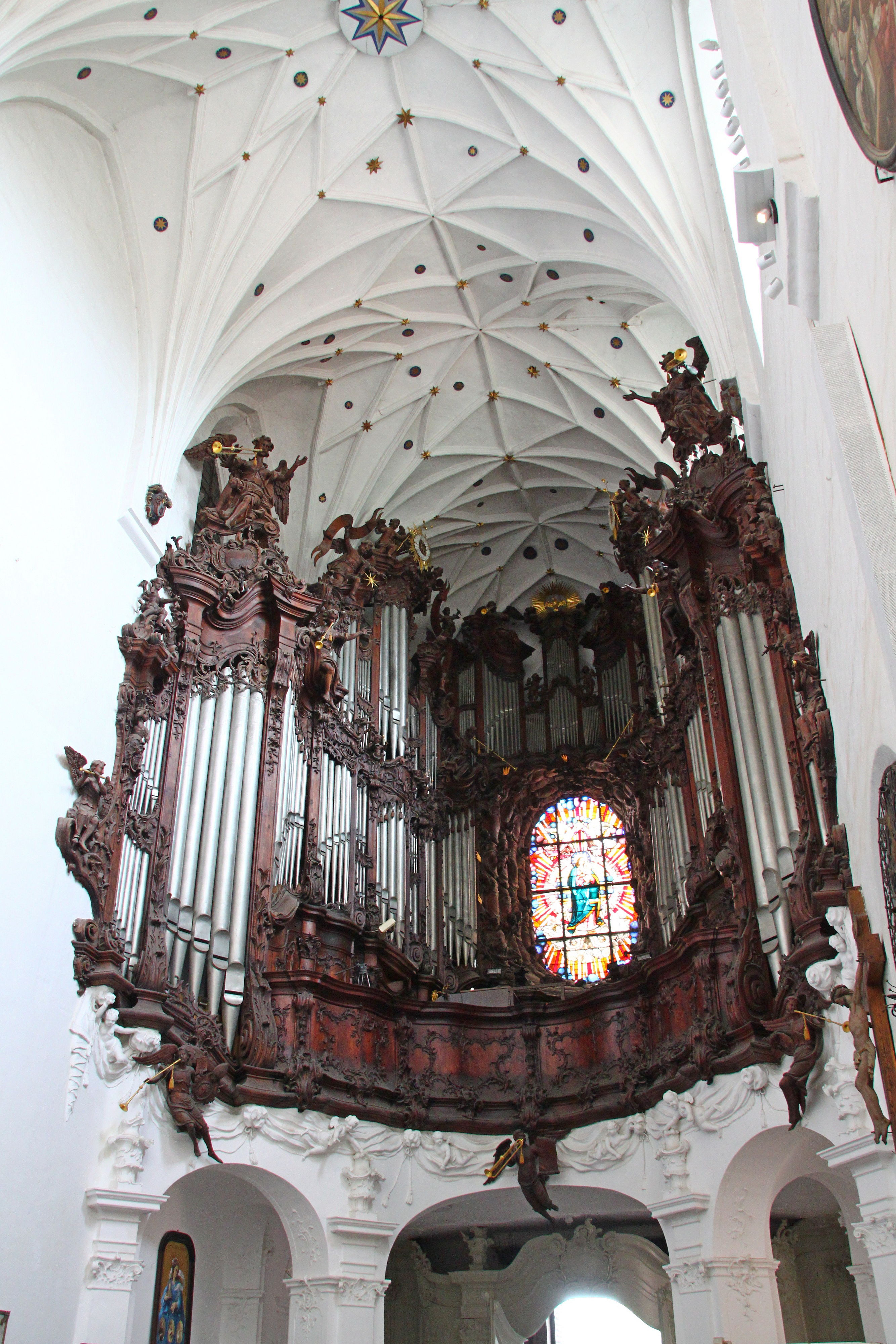
Organy wielkie

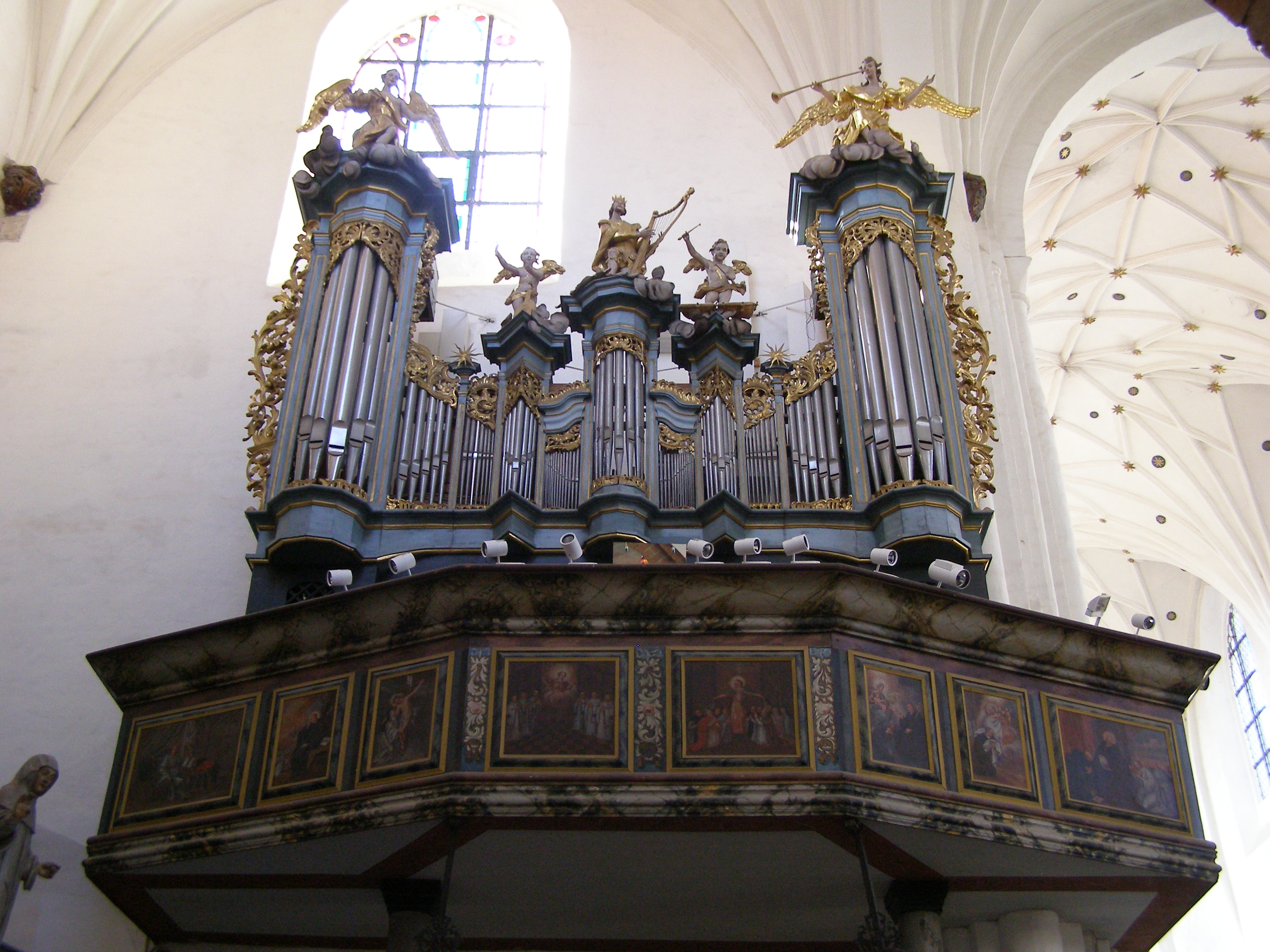
Małe organy w transepcie

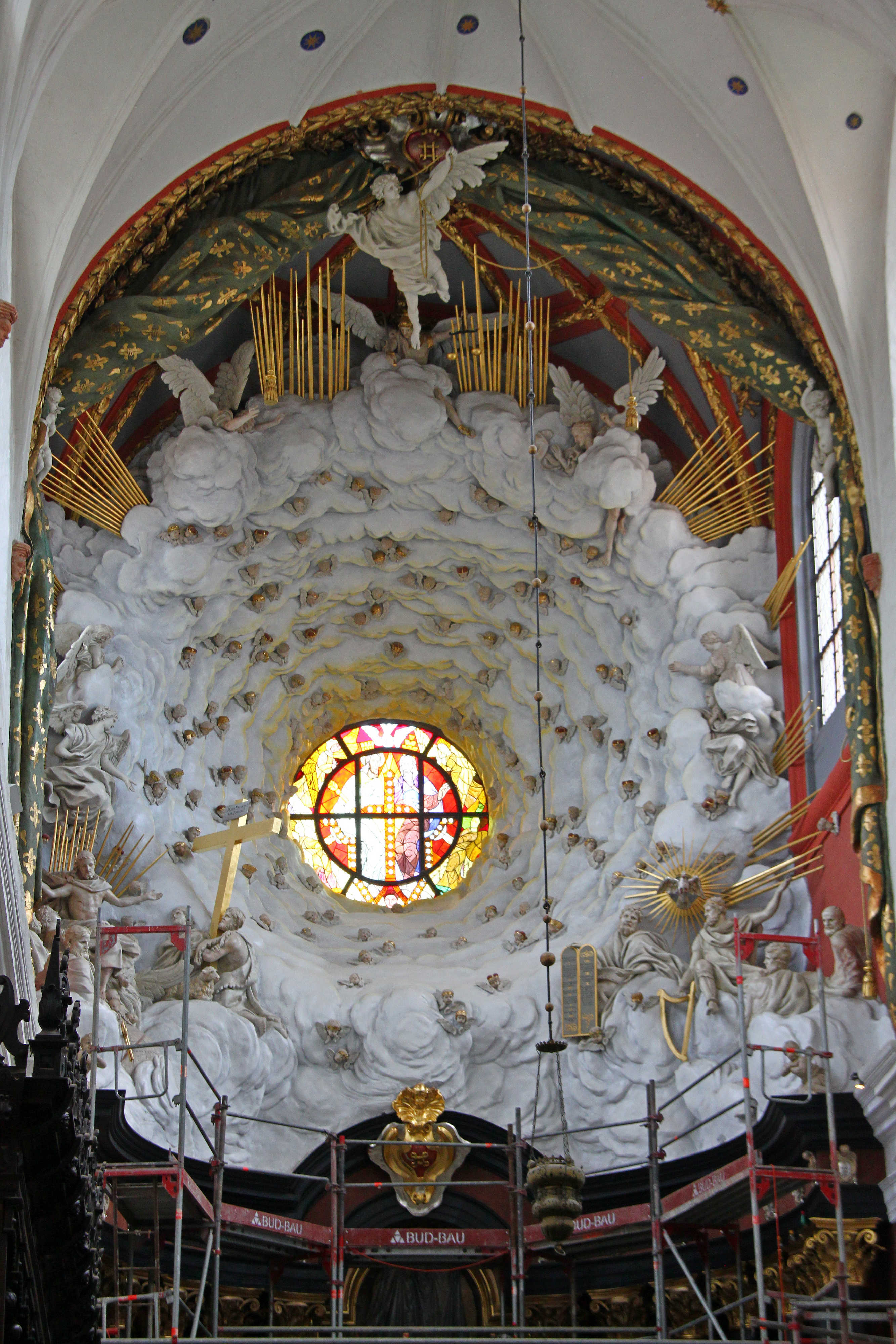
Niebiańska kompozycja barokowa nad ołtarzem głównym

Budowla jest trójnawową bazyliką z transeptem i wielobocznie zamkniętym prezbiterium z obejściem. Fasadę flankują dwie smukłe wieże, o wys. 46 m każda z ostro zakończonymi hełmami wys. 18 m zniszczonymi w 1945, a odtworzonymi w 1971. Ożywia ją barokowy portal z 1688, jak również trzy okna różnej wielkości i trzy kartusze. Nad przecięciem naw góruje wieża dzwonów, typowy element budownictwa cysterskiego. Ma 107 m długości na zewnątrz (najdłuższy kościół Polski) i 97,6 m wewnątrz, 19 m szerokości, wysokość nawy głównej wynosi 17,7 m i jest najdłuższym kościołem cysterskim na świecie kryjącym dzieła sztuki sakralnej w stylu renesansowym, barokowym, rokokowym i klasycystycznym o wysokim poziomie artystycznym. Posadzka z lat 1634–1636 leży niemal metr niżej niż otaczający budowlę teren. Oprócz kaplic w świątyni znajduje się od strony północnej kruchta zbudowana w 1919. Nawa północna, ambit i kaplica św. Krzyża zostały oskarpowane. Przypory z łękami, widocznymi nad dachem ambitu, wspierają wschodnie naroża prezbiterium.

### Wystrój katedry
Wewnątrz katedry znajdują się 23 ołtarze o dużej wartości historycznej, przeważnie barokowe i rokokowe, wykonane częściowo z marmuru lub jego imitacji. Ich treść ikonograficzna oddaje program kościoła potrydenckiego.
Zwracają uwagę dawny ołtarz główny wykonany w stylu renesansu niderlandzkiego z roku 1605 i obecny główny, najpełniejsze dzieło barokowe na Pomorzu (1688).
Obrazy w ołtarzach, prezbiterium i nawie głównej są dziełem XVII-wiecznych malarzy gdańskich: Hermana Hana (1574–1628), Adolfa Boya (1612–1680), Andrzeja Stecha (1635–1697) i Andreasa Schlütera (1660–1714).
Wystrój uzupełniają rokokowe kaplice św. Jana Nepomucena i św. Krzyża, ambona, płyty nagrobne, epitafia, grobowiec książąt pomorskich, nagrobek rodziny Kosów, krypta biskupia, zabytkowe żyrandole, baldachimy, cenny kultowo i artystycznie feretron przedstawiający Matkę Bożą z Dzieciątkiem, noszony na pielgrzymkach do Kalwarii Wejherowskiej oraz wiele innych zabytków kościoła i byłego klasztoru cystersów. Począwszy od 8 grudnia 2006 roku Matka Boża Oliwska została ogłoszona jako patronka modlitwy Różańca Rodziców.
W archikatedrze odbywają się koncerty organowe, a w zabudowaniach byłego klasztoru (obecnie Gdańskie Seminarium Duchowne) można oglądać zbiory muzeum diecezjalnego.

## Organy oliwskie

### Organy wielkie
- 1761–1788: Johann Wilhelm Wulff (Oliwa)
- 1789–1793: Friedrich Rudolf Dalitz (Gdańsk)
- 1861–1865: Friedrich Kaltschmidt (Szczecin)
- 1933–1935: Joseph Goebel (Gdańsk)
- 1955: Wacław Biernacki (Kraków)
- 1967–1968: Zygmunt Kamiński (Warszawa)

#### Wiek XVIII i XIX
Wielkie organy oliwskie zaprojektował i zbudował w latach 1763–1788 o. Johann Wilhelm Wulff na zlecenie opata Jacka Józefa Rybińskiego. Gotowy instrument miał 83 głosy (5100 piszczałek), 3 manuały (Hauptwerk, Oberwerk, Kronwerk) i pedał, trakturę mechaniczną oraz 14 miechów klinowych. Wolnostojący stół gry umieszczony został na środku empory i był pierwszym tego typu w północno-wschodniej Europie. Prospekt ozdobiono rzeźbami w stylu rokokowym i wyposażono go w czynne do dzisiaj ruchome elementy (aniołowie z dzwonkami i trąbkami, gwiazdy, słońca, czyli tzw. orkiestra anielska). W tym czasie były to największe organy w Europie i prawdopodobnie na świecie.
Na polecenie nowego opata książęcego w latach 1790–1793 znany gdański organmistrz Friedrich Rudolf Dalitz przestawił kontuar w boczną część empory, co wiązało się z ingerencją w bardzo skomplikowaną, ze względu na rozmiary, trakturę instrumentu.
W latach 1863–1865 organy wielkie w duchu romantycznym przebudował Friedrich Kaltschmidt, organmistrz ze Szczecina. Zbudował nową trakturę mechaniczną, z organów Wulffa pozostawił 52 głosy (część z nich przerobił) oraz wszystkie piszczałki prospektowe, a 32 głosy wykonał na nowo. Zgodnie z panującymi wówczas tendencjami, trzeci manuał (Kronwerk) umieścił w szafie ekspresyjnej. Instrument po przebudowie posiadał 84 głosy rozdysponowane między 3 manuały i pedał.

#### Wiek XX i XXI
W czasie I wojny światowej część małych piszczałek została zarekwirowana przez pruską armię i przetopiona.
W okresie międzywojennym dokonano w instrumencie największych zmian. W latach 1934–1935 gdański organmistrz Joseph Goebel rozbudował organy do 4 manuałów i wykonał nową trakturę elektro-pneumatyczną wraz z wiatrownicami. Z poprzednich organów wykorzystał 51 głosów (część z nich przerabiając i uzupełniając o nowe piszczałki). Ponadto połączył organy wielkie z chórowymi. Organy główne po przebudowie liczyły 82 głosy (+ 5 głosów transmitowanych).
W czasie II wojny światowej organy doznały licznych zniszczeń i ubytków. W pierwszych latach powojennych organy naprawiał Fryderyk Szwarc z Kartuz, uczeń i pracownik byłego zakładu Josepha Goebla. Pozwoliło to na częściowe uruchomienie instrumentu.
W 1955 roku Wacław Biernacki z Krakowa przeprowadził dalszy remont organów.
Ostatniej, jak dotąd, przebudowy, połączonej ze znaczną ingerencją w substancję brzmieniową organów dokonał w latach 1966–1968 warsztat organmistrzowski Zygmunta Kamińskiego z Warszawy, mając na celu dostosowanie organów do wymogów koncertowych. Wprowadzono nowy projekt dyspozycji, uzupełniono brakujące piszczałki i dobudowano nowy, samodzielny pozytyw, umieszczony w trzeciej zachodniej arkadzie.
Dziś wielkie organy oliwskie posiadają 96 głosów, 5 manuałów i pedał oraz trakturę elektro-pneumatyczną. Dysponują ponadto elektronicznym systemem zapisu 64 kombinacji (tzw. setzer), a także posiadają połączenie z organami chórowymi. Są jednymi z największych organów w Polsce. Piszczałki prospektowe w całości pochodzą od Wulffa i są zarazem najstarszą zachowaną częścią instrumentu. Mimo to, w kreowaniu dźwięku owe piszczałki nie biorą udziału, gdyż od czasu renowacji 1934-1935 funkcjonują jedynie jako atrapy zdobiące fasadę organów. Jednocześnie prawie cała wewnętrzna substancja brzmieniowa jest znacznie nowsza i pochodzi z okresów największych przebudów instrumentu, czyli z lat 1934–1935 i 1966–1968.
Pierwszym organistą organów oliwskich jest prof. Roman Perucki.
Codziennie, z wyjątkiem świąt i niektórych innych dni podanych w harmonogramie demonstracji organów oliwskich odbywają się dwudziestominutowe koncerty, podczas których można słuchać muzyki wykonywanej na organach wielkich.

#### Dyspozycja[7]
| Manuał I              | Manuał II                     | Manuał III               | Manuał IV               | Manuał V                   | Pedał                  |
| Positiv               | Hauptwerk                     | Unterwerk                | Schwellwerk             | Kronwerk                   |                        |
| --------------------- | ----------------------------- | ------------------------ | ----------------------- | -------------------------- | ---------------------- |
| 1. Gedackt 8'         | 1. Principal 16'              | 1. Nachthorn 16'         | 1. Quintadena 16'       | 1. Hornprincipal 8'        | 1. Kontraprincipal 32' |
| 2. Quintade 8'        | 2. Gedacktpommer 16'          | 2. Italien. Principal 8' | 2. Principal 8'         | 2. Gedackt 8'              | 2. Principalbass 16'   |
| 3. Principal 4'       | 3. Principal 8'               | 3. Kupfergedackt 8'      | 3. Meerflöte 8'         | 3. Gambe 8'                | 3. Violonbass 16'      |
| 4. Rohrflöte 4'       | 4. Offenflöte 8'              | 4. Violflöte 8'          | 4. Salicional 8'        | 4. Octave 4'               | 4. Subbass 16'         |
| 5. Octave 2'          | 5. Rohrflöte 8'               | 5. Octave 4'             | 5. Vox coelestis 8'     | 5. Flöte 4'                | 5. Quintbass 10 2/3'   |
| 6. Superquinte 1 1/3' | 6. Viola 8'                   | 6. Flachflöte 4'         | 6. Principal 4'         | 6. Viola 4'                | 6. Octavbass 8'        |
| 7. Sifflöte 1'        | 7. Grossnasat 5 1/3'          | 7. Quinte 2 2/3'         | 7. Traversflöte 4'      | 7. Quintflöte 2 2/3'       | 7. Bassflöte 8'        |
| 8. Scharff IV 2/3'    | 8. Octave 4'                  | 8. Principal 2'          | 8. Zartquinte 2 2/3'    | 8. Waldflöte 2'            | 8. Rohrflöte 8'        |
| 9. Musette 8'         | 9. Blockflöte 4'              | 9. Terz 1 3/5'           | 9. Flötenprincipal 2'   | 9. Terzflöte 1 3/5'        | 9. Choralbass 4'       |
| Tremulant             | 10. Gemshorn 4'               | 10. Gemsquinte 1 1/3'    | 10. Terzflöte 1 3/5'    | 10. Septime 1 1/7'         | 10. Bassflöte 4'       |
| Glöcklein             | 11. Quinte 2 2/3'             | 11. Sedecima 1'          | 11. Mixtur II-IV 2 2/3' | 11. None 8/9'              | 11. Rauschpfeife II    |
| Cymbelstern           | 12. Superoctave 2'            | 12. Tertian II           | 12. Acuta III-IV        | 12. Principalmixtur III-IV | 12. Ocarina 1'         |
| Trompeten             | 13. Kleinmixtur III-IV 1 1/3' | 13. Mixtur III-V 1 1/3'  | 13. Rankett 16'         | 13. Scharff V              | 13. Mixtur V           |
|                       | 14. Grossmixtur V-VI 2 2/3'   | 14. Quintcymbel III      | 14. Oboe 8'             | 14. Terzcymbel III 4/5'    | 14. Kontraposaune 32'  |
|                       | 15. Scharff IV 2'             | 15. Trichterregal 8'     | 15. Vox humana 8'       | 15. Dulzian 16'            | 15. Posaune 16'        |
|                       | 16. Bombarde 16'              | 16. Bärpfeife 8'         | Glocken                 | 16. Helltrompete 8'        | 16. Trompete 8'        |
|                       | 17. Trompete 8'               | 17. Geigenregal 4'       | Tremulant               | 17. Krummhorn 8'           | 17. Clairon 4'         |
|                       | 18. Clairon 4'                | Glocken                  |                         | 18. Schalmei 4'            |                        |
|                       | Glocken                       |                          |                         | Tremolo                    |                        |
|                       |                               |                          |                         | Glocken                    |                        |

### Organy chórowe
Organy chórowe, umiejscowione w południowym skrzydle nawy poprzecznej, powstały w 1680 roku jako instrument 14-głosowy. Twórcą instrumentu był Johann Georg Wulff.
W 1758 roku Johann Wilhelm Wulff przeprowadził renowację instrumentu, poszerzając przy tym dyspozycję do 18 głosów. Następnie, w 1874 roku, Karol Schuricht przeprowadził bliżej nieokreślone prace remontowe.
W 1902 roku berlińska firma Braci Oswalda i Paula Dinse przebudowała organy, wprowadzając trakturę pneumatyczną oraz pomniejszając dyspozycję do 14 głosów (2 manuały i pedał).
W latach 1934–1935 Joseph Goebel, przy okazji prac przy organach wielkich, zainstalował nową trakturę elektryczną i podłączył instrument do głównego kontuaru.
W 2003 roku zabytkowe organy chórowe zastąpiono sprowadzonymi z Niemiec 17-głosowymi współczesnymi organami firmy Emanuela Kempera o mechanicznej trakturze gry i elektrycznej trakturze rejestrów. Prace przeprowadził organmistrz Jerzy Kukla, instalując współczesny instrument w zabytkowej szafie organowej. Organy chórowe połączone są z organami wielkimi.
Główną organistką organów chórowych jest dr hab. Hanna Dys.

## Kościół filialny
- Parafia Archikatedralna Trójcy Świętej w Gdańsku-Oliwie
  - Kościół św. Jakuba w Gdańsku-Oliwie – Oliwa, ul. Opacka